# زرد خالی
زرد خالی یا بی‌هدف (به هندی: Khaali Peeli) فیلمی هندی محصول سال ۲۰۲۰ و به کارگردانی مقبول خان است. در این فیلم بازیگرانی همچون ایشان خاطر، آنانیا پاندی، جایدیپ اهلاوات، ذاکر حسین، ساتیش کایشیک و سواناند کیرکیره ایفای نقش کرده‌اند.